# 富謝卡爾山

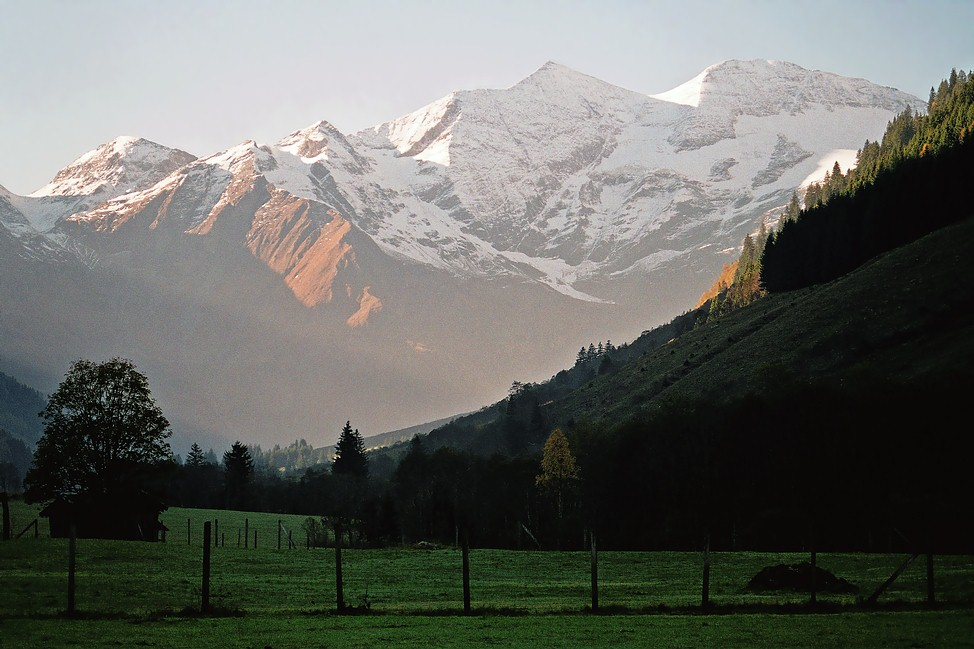

47°05′59″N 12°44′41″E / 47.09972°N 12.74472°E
富謝卡爾山（德語：Fuscher-Kar-Kopf），是奧地利的山峰，位於該國南部，由克恩頓州負責管轄，屬於高地陶恩山脈的一部分，海拔高度3,331米，人類在1840年左右首次登頂。